# Кімната (фільм, 2003)
«Кімна́та» (англ. The Room) — американський незалежний драматичний фільм 2003 року, написаний, поставлений, спродюсований Томмі Вайзо, із ним самим у головній ролі, а також із Грегом Сестеро та Джулієтт Деніелл у другорядних ролях. Сюжет фільму зосереджений на мелодраматичному любовному трикутнику між дружнім банкіром Джонні (Вайзо), його оманливою нареченою Лізою (Деніелл) і його найкращим другом Марком (Сестеро), з яким у Джонні виникає конфлікт через Лізу. Значна частина сюжету присвячена низці сюжетних ліній, більшість із яких містить принаймні одного другорядного персонажа, а також лишається нерозвиненою через непослідовну структуру оповіді кінофільму. Стрічка нібито справді має деякі автобіографічні елементи; за словами Вайзо, заголовок натякає на потенціал кімнати, який полягає в тому, що вона може бути місцем, де трапляються як гарні, так і погані події; події п'єси, чий сценарій, зі свого боку, є основою фільму, відбуваються в одній кімнаті.
Деякі видання охрестили «Кімнату» одним з найгірших будь-коли відзнятих фільмів. Росс Морін, доцент кінематографії в Коннектитутському коледжі в Нью-Лондоні (Коннектикут), був першим, хто назвав стрічку «Громадянин Кейн» поганих фільмів». Показана спочатку в обмеженій кількості кінотеатрів у Каліфорнії, «Кімната» швидко стала культовою кінокартиною завдяки своїй дивній і нешаблонній оповіді, технічним та сюжетним ляпам, а також ексцентричній грі Томмі Вайзо. Хоча Вайзо ретроспективно описував свій фільм як чорну комедію, більшість глядачів сприйняла картину як погано прописану драму; деякі актори також дотримуються цієї думки.
«Горе-творець», мемуари Грега Сестеро про знімання «Кімнати», що написані разом з Томом Бісселлом, були опубліковані 2013 року. 1 грудня 2017 за книгою відбулася прем'єра однойменного фільму, зрежисованого Джеймсом Франко, у якому він грає роль Вайзо; як книга, так і фільм отримали широке визнання та численні нагороди. «Кімната» також надихнула фанатів на створення неофіційної відеогри The Room Tribute, що вийшла 2010 року на порталі Newgrounds.

## Сюжет
Джонні — успішний банкір, він живе в таун-гаусі в Сан-Франциско зі своєю нареченою Лізою, що незадоволена своїми стосунками із Джонні. Вона спокушає його найкращого друга Марка, і між ними починається роман. Коли наближається весілля, а Джонні не отримує підвищення в банку, Ліза вдається одночасно до підбадьорювання Джонні та приниження його перед своєю родиною та друзями, хибно звинувачуючи його в насильстві та, водночас, захищаючи його. Тим часом Джонні, почувши, що Ліза зізналася матері про свою зраду, прикріплює магнітофон до свого домашнього телефону, намагаючись визначити її коханця.
Денні, сусідське хлопчисько, що його Джонні підтримує фінансово й емоційно, потрапляє в сутичку з озброєним наркодилером, Крісом-Р. Коли він погрожує Денні пістолетом, Джонні й Марк рятують хлопця та передають дилера поліції. Денні також відчуває пристрасть до Лізи, і зізнається Джонні в цьому. Джонні падає у відчай та кличе свого та Маркового друга Пітера, що є психологом. Марк також розповідає Пітеру про свій роман із нареченою, відчуваючи себе винним в інтризі. Пітер запитує Марка, чи його роман саме з Лізою, через що Марк кидається на нього.
На вечірці-сюрпризі до дня народження Джонні, коли всі гості виходять на вулицю, один з друзів застає зненацька Лізу, що цілується з Марком. Джонні сповіщає друзів, що вони з Лізою чекають дитину. Пізніше подруга Лізи та друг намагаються серйозно поговорити з нею, і дізнаються, що вона збрехала про дитину. Наприкінці вечірки Ліза показово хизується своїми стосунками з Марком перед Джонні. Останній кидається на Марка.
Після вечірки Джонні у відчаї зачиняється в туалеті. Коли він виходить звідти, то бере програвач, який під'єднав до телефону й починає слухати особисту розмову між Лізою та Марком. Розлючений, Джонні сварить Лізу за зраду. У Джонні трапляється емоційне зрушення, через що він руйнує свій дім та застрелює себе.
Почувши постріл, Денні, Марк і Ліза підіймаються сходами, аби побачити тіло. Марк звинувачує Лізу в смерті Джонні, докоряє за облудні вчинки та наказує їй зникнути зі свого життя. Денні просить Лізу й Марка залишити його з Джонні, і вони йдуть геть, та зрештою вертаються та лишаються заспокоювати один одного, доки не прибуває поліція.

## У ролях

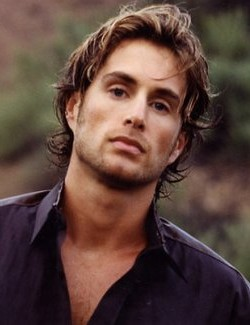
Грег Сестеро, що зіграв Марка в «Кімнаті» та виступав її лінійним продюсером, написав книгу «Горе-творець», що ґрунтується на власному досвіді роботи над кінострічкою.

| Актор            | Роль    | Опис                                       |
| ---------------- | ------- | ------------------------------------------ |
| Томмі Вайзо      | Джонні  | успішний банкір, заручений з Лізою         |
| Грег Сестеро     | Марк    | найкращий друг Джонні, коханець Лізи       |
| Джулієтт Деніелл | Ліза    | наречена Джонні, коханка Марка             |
| Філіп Галдіман   | Денні   | юний школяр, що його Джонні вважає за сина |
| Керолайн Міннотт | Клодетт | мати Лізи                                  |
| Робін Періс      | Мішель  | найкраща подруга Лізи                      |
| Скотт Голмс      | Майк    | хлопець Мішель                             |
| Ден Джанджигян   | Кріс-Р  | наркодилер, який погрожує Денні            |
| Кайл Вогт        | Пітер   | психолог, друг Джонні й Марка              |
| Грег Еллері      | Стівен  | друг Джонні й Лізи                         |

## Виробництво

### Розробка
Спершу Томмі Вайзо написав «Кімнату» у вигляді п'єси 2001 року. Згодом він адаптував п'єсу в 500-сторінкову книгу, яку не зміг опублікувати. Розчарований, Вайзо вирішив екранізувати свою роботу, покладаючися на власні сили, аби зберегти творчий контроль.
Вайзо досі приховує, як йому вдалося профінансувати проєкт, але розповів Entertainment Weekly, що зміг заробити певні гроші, завозячи косухи з Кореї. Відповідно до книги «Горе-творець» (книга Грега Сестеро про виробництво «Кімнати»), Вайзо вже був фінансово незалежним, коли почалося виробництво фільму. Протягом декількох років він накопичив великі гроші, займаючись підприємницькою діяльністю та девелопментом нерухомості в Лос-Анджелесі та Сан-Франциско. Вайзо витратив 6 000 000 $ на виробництво та маркетинг «Кімнати». Вайзо запевняв, що фільм був досить дорогим, оскільки довелося замінити багато акторів та членів знімальної групи. За словами Сестеро, Вайзо зробив багато поганих рішень під час зйомок, які були необов'язковими і підвищували кошторис фільму — Вайзо збудував декорації для кадрів, які можна було зняти на локації, купував непотрібне обладнання та знімав сцени багаторазово в різних декораціях. Вайзо також забував свої репліки й позицію в кадрі, тому деякі хвилинні сцени з діалогами доводилося знімати годинами чи навіть днями. Пізніше дії Вайзо спричинили різке зростання бюджету стрічки, за Сестеро.
За словами Сестеро та Грега Еллері, Вайзо орендував студію у Birns and Sawyer і придбав «повний пакет режисера-початківця», який містив у собі дві кіно- та HD-камери. Вайзо не усвідомлював різниці між кіноплівкою завширшки 35 мм і HD. Він хотів бути першим режисером, який зняв цілий фільм одночасно у двох форматах. Він зміг досягти цього, використовуючи спеціально побудований пристрій, який вміщував обидві камери пліч-о-пліч і потребував дві знімальні групи. В остаточній версії були використані лише 35-міліметрові кадри.

### Кастинг

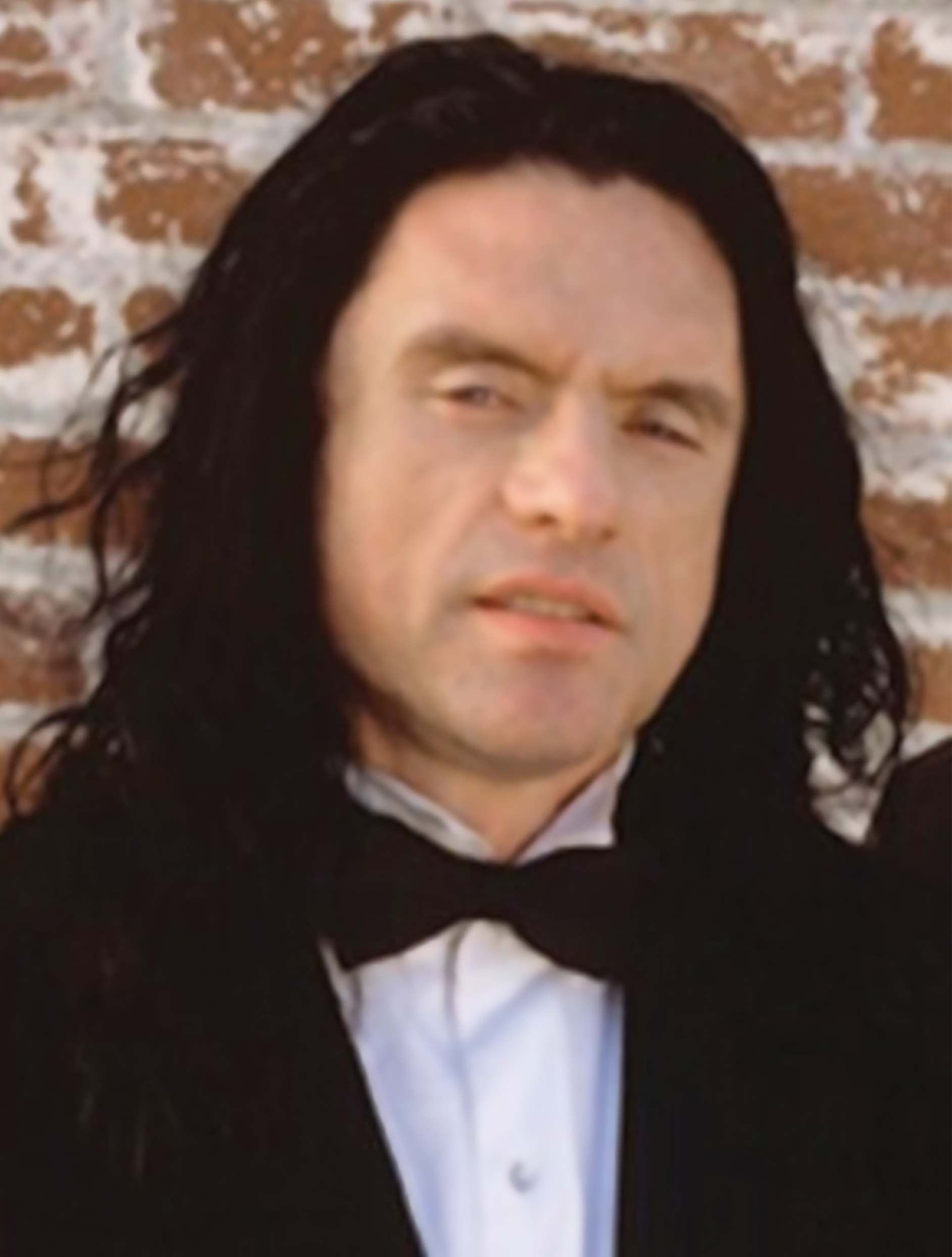
Томмі Вайзо в образі Джонні на рекламній світлині для «Кімнати»

Вайзо обирав акторів серед тисяч резюме, а більша частина акторського складу не брала участь у повній стрічці. Сестеро мав обмежений досвід у кінематографі й погодився долучитися до знімання тільки тому, що знав Вайзо певний час перед початком виробництва кінострічки. Згодом Сестеро погодився зіграти Марка, після того як Вайзо звільнив оригінального актора в перший день зйомок. Сестеро почувався некомфортно під час знімання сцен сексу, тому під час них йому дозволили мати на собі джинси.
За словами Грега Еллері, Джулієтт Деніелл «щойно зійшла з автобуса з Техасу», коли почалися зйомки, й «актори з жахом спостерігали», як Вайзо стрибав на Деніелл, одразу ж починаючи «сцену кохання». Сестеро заперечував це, стверджуючи, що сцени сексу були серед останніх знятих. Вайзо казав, що Деніелл спочатку була одною з трьох-чотирьох дублерок персонажа Лізи, і була обрана після того як оригінальна акторка залишила проєкт. За словами Сестеро, оригінальна акторка була латиноамериканського походження та походила з невідомої південноамериканської країни; щодо Деніелл, то вона була ближча до віку Вайзо та його дивного акценту. Деніелл стверджувала, що спочатку їй дали роль Мішель, та згодом вона отримала роль Лізи, коли оригінальна акторка була звільнена через те що її «особистість… не підходить» персонажу. Деніелл підтверджує, що багато акторів звільнили від початку виробництва до зйомок, включно з іншою акторкою, яка грала роль Мішель.
Попри те, що Кайл Вогт (що грав психолога Пітера) повідомив знімальну групу, що має обмежений час для участі в проєкті, не всі сцени за його участі встигли дозняти. Дарма що Пітер повинен був грати ключову роль у кульмінації, Вогт залишив виробництво; його репліки у другій половині фільму передали Еллері, чийого персонажа не представили, не пояснили та не називали у фільмі за ім'ям.

### Сценарій
Оригінальний сценарій був значно довшим за використаний у фільмі та містив низку затяжних монологів; сценарій коригували на знімальному майданчику самі актори й асистент зі сценарію, який вбачав більшість діалогів незрозумілими. Анонімний член акторського складу розповів Entertainment Weekly, що оригінальний сюжет містив «речі, які були просто незбагненні. Я знаю, що важко уявити, що все було ще гірше. Але саме так воно й було». Сестеро вказує, що Вайзо прагнув, аби його персонажі казали саме прописані репліки, та імпровізація деяких акторів увійшла в остаточну версію стрічки.
Здебільшого діалоги повторюються, особливо репліки Джонні. Його текст містить деякі кліше: майже кожну розмову він починає зі слів «Oh, hi!» (О, привіт!). Для зневажливого закінчення розмови багато персонажів використовують фразу «Don't worry about it» (не хвилюйся за це); ледь не кожен чоловічий персонаж висловлюється про фізичну привабливість Лізи (навіть присутній безіменний персонаж, чия єдина репліка — це «Lisa looks hot tonight» (Ліза сьогодні гаряче виглядає)). Ліза часто зупиняє розмову з Джонні словами «I don't want to talk about it» (я не хочу говорити про це). Попри значну частину діалогів стосовно прийдешнього весілля Джонні й Лізи, персонажі вживають лише слова «future husband» (майбутній чоловік) or «future wife» (майбутня жінка), аніж «fiancé» (наречений) чи «fiancée» (наречена).
У «Горе-творці» Сестеро згадує, що Вайзо планував сюжетну лінію, у якій розкривається, що Джонні — вампір (Вайзо захоплювався цими створіннями). Сестеро розповідає, як Вайзо дав завдання знімальній групі окреслити шлях польоту Mercedes-Benz'а Джонні крізь скайлайн Сан-Франциско, що засвідчило б вампірську природу Джонні.

### Знімання
Знімальний період тривав чотири місяці. Знімання відбувалося переважно на студії Birns & Sawyer в Лос-Анджелесі; деякі другорядні сцени зняли у Сан-Франциско, Каліфорнія. Були залучені дві знімальні групи. Більшість сцен на даху були зняті на студії, а фони Сан-Франциско були додані за допомоги хромакею. Закадрове знімання показує, що деякі сцени на даху знімали в серпні 2002. Над фільмом працювало понад 400 людей, а Вайзо зазначений як актор, сценарист, продюсер, режисер і виконавчий продюсер. Інші виконавчі продюсери, вказані в титрах — Хлої Ліцке та Дрю Кеффрі. Ліцке, колишня вчителька англійської мови для Вайзо, взагалі ніяк не працювала над фільмом, а Кеффрі, що був бізнес-інструктором Вайзо, помер 1999 року, за словами Сестеро. Вайзо мав проблеми зі своєю знімальною групою та стверджує, що замінював увесь склад чотири рази. Деякі члени мали подвійні чи навіть потрійні завдання: Сестеро грав Марка, працював лінійним продюсером, допомагав з кастингом і допомагав Вайзо. Вайзо часто забував і пропускав свої репліки, потребуючи численні повторні зйомки; більша частина його реплік потребувала дублювання під час пост-продакшну. Асистент зі сценарію Сенді Шклер був фактично другим режисером фільму, тоді як представник Birns & Sawyer з продажів теж був ще одним асистентом Вайзо.

### Звукова доріжка
Музика для фільму була написана Младеном Мілічевичем, професором музики в університеті Лойола Мерімаунт. Згодом Мілічевич написав саундтрек документальної стрічки Вайзо 2004 року «Безхатній в Америці» та стрічки «Кімната, повна ложок», документальний фільм 2016 року про «Кімнату».
Саундтрек містить чотири сучасні ритм-енд-блюзові балади, що грають протягом чотирьох сцен сексу; сцена орального сексу Майка та Мішель супроводжується лише інструментальною музикою. Пісні: «I Will» Джари Гібсон, «Crazy» Клінта Гамбоа, «Baby You and Me» Гамбоа й Белла Джонсона, а також «You're My Rose» від Кітри Вілліамс і Reflection. «You're My Rose» також супроводжує кінцеві титри. Саундтрек вийшов 2003 року на лейблі Вайзо TPW Records.
| Автор музики — Младен Мілічевіч, якщо інших не вказано. \| Список треків \| Список треків \| Список треків \| Список треків \| \| # \| Назва \| Вокал \| Тривалість \| \| ------------- \| -------------------------------------------------------------- \| -------------------------- \| ------------- \| \| 1. \| «The Room» \| \| 2:14 \| \| 2. \| «Red Dress» \| \| 1:09 \| \| 3. \| «I Will» (Kitra Williams, Jarah Gibson) \| Wayman Davis \| 3:28 \| \| 4. \| «Lisa and Mark» \| \| 1:30 \| \| 5. \| «You're My Rose» (Kitra Williams, Wayman Davis) \| Kitra Williams \| 2:22 \| \| 6. \| «Red Roses» \| \| 3:15 \| \| 7. \| «Street» \| \| 0:53 \| \| 8. \| «Life» \| \| 2:43 \| \| 9. \| «Street Two» \| \| 1:05 \| \| 10. \| «Crazy» (Clint Gamboa, Wayman Davis) \| Clint Gamboa \| 2:52 \| \| 11. \| «Chocolate is the symbol of love.» \| \| 1:52 \| \| 12. \| «Chris-R» \| \| 1:43 \| \| 13. \| «Reason» \| \| 0:52 \| \| 14. \| «Johnny Mark and Denny on the Roof» \| \| 1:09 \| \| 15. \| «Lisa, Michelle, and Johnny» \| \| 1:55 \| \| 16. \| «Yes or No» \| \| 1:20 \| \| 17. \| «I'll record everything.» \| \| 1:13 \| \| 18. \| «XYZ» \| \| 1:05 \| \| 19. \| «Mark and Peter» \| \| 1:08 \| \| 20. \| «Jogging» \| \| 1:36 \| \| 21. \| «Baby You and Me» (Kitra Williams, Clint Gamboa, Jarah Gibson) \| Clint Gamboa, Bell Johnson \| 3:17 \| \| 22. \| «Happy birthday, Johnny.» \| \| 1:36 \| \| 23. \| «Lisa and Mark» \| \| 0:52 \| \| 24. \| «Fight During the Party» \| \| 1:16 \| \| 25. \| «Johnny in the Bathroom» \| \| 1:42 \| \| 26. \| «Tape Recorder» \| \| 3:56 \| \| 27. \| «Johnny Becomes Crazy» \| \| 2:48 \| \| 28. \| «Why? Why Johnny?» \| \| 2:39 \| \| 29. \| «Reflection (You're My Rose)» (Kitra Williams, Wayman Davis) \| Kitra Williams \| 2:42 \| |                                                                |                            |            |
| Список треків |                                                                |                            |            |
| # | Назва                                                          | Вокал                      | Тривалість |
| 1. | «The Room»                                                     |                            | 2:14       |
| 2. | «Red Dress»                                                    |                            | 1:09       |
| 3. | «I Will» (Kitra Williams, Jarah Gibson)                        | Wayman Davis               | 3:28       |
| 4. | «Lisa and Mark»                                                |                            | 1:30       |
| 5. | «You're My Rose» (Kitra Williams, Wayman Davis)                | Kitra Williams             | 2:22       |
| 6. | «Red Roses»                                                    |                            | 3:15       |
| 7. | «Street»                                                       |                            | 0:53       |
| 8. | «Life»                                                         |                            | 2:43       |
| 9. | «Street Two»                                                   |                            | 1:05       |
| 10. | «Crazy» (Clint Gamboa, Wayman Davis)                           | Clint Gamboa               | 2:52       |
| 11. | «Chocolate is the symbol of love.»                             |                            | 1:52       |
| 12. | «Chris-R»                                                      |                            | 1:43       |
| 13. | «Reason»                                                       |                            | 0:52       |
| 14. | «Johnny Mark and Denny on the Roof»                            |                            | 1:09       |
| 15. | «Lisa, Michelle, and Johnny»                                   |                            | 1:55       |
| 16. | «Yes or No»                                                    |                            | 1:20       |
| 17. | «I'll record everything.»                                      |                            | 1:13       |
| 18. | «XYZ»                                                          |                            | 1:05       |
| 19. | «Mark and Peter»                                               |                            | 1:08       |
| 20. | «Jogging»                                                      |                            | 1:36       |
| 21. | «Baby You and Me» (Kitra Williams, Clint Gamboa, Jarah Gibson) | Clint Gamboa, Bell Johnson | 3:17       |
| 22. | «Happy birthday, Johnny.»                                      |                            | 1:36       |
| 23. | «Lisa and Mark»                                                |                            | 0:52       |
| 24. | «Fight During the Party»                                       |                            | 1:16       |
| 25. | «Johnny in the Bathroom»                                       |                            | 1:42       |
| 26. | «Tape Recorder»                                                |                            | 3:56       |
| 27. | «Johnny Becomes Crazy»                                         |                            | 2:48       |
| 28. | «Why? Why Johnny?»                                             |                            | 2:39       |
| 29. | «Reflection (You're My Rose)» (Kitra Williams, Wayman Davis)   | Kitra Williams             | 2:42       |

### Суперечки щодо постановки
У випуску Entertainment Weekly від 11 лютого 2011 року, досвідчений асистент зі сценарію Сенді Шклер наголосив, що саме він повинен бути вказаний у титрах «Кімнати» як режисер. Шклер розповів EW, що Вайзо настільки був настільки заклопотаним своєю роллю, що не міг належним чином режисерувати фільм, тому попросив Шклера «казати акторам, що їм слід робити, кричати 'Мотор' і 'Знято' і казати оператору, які сцени знімати». Шклер також вказав, що Вайзо попросив його «зрежисерувати [його] стрічку», та відмовився віддати йому режисерське крісло. Це підтверджує один з акторів фільму (що побажав лишитися анонімом) і Грег Сестеро у книзі «Горе-творець». Сестеро описує Шклера як відповідального за численні сцени, у яких Вайзо не міг запам'ятати репліки або поводився неадекватно щодо знімальної групи. Та оскільки фільм вийшов настільки поганим, то суперечки через посаду режисера цього фільму були настільки ж кумедними, як і «заяви про посаду головного авіаконструктора дирижабля Гінденбург». Вайзо відхилив претензії Шклера, сказавши: «Ну, це настільки смішно, що… знаєте що? Не знаю, певне, лише в Америці може таке статися, щось подібне до цього».

## Характеристика

### Вплив
Вважається, що основна передумова виникнення «Кімнати» — деякі конкретні інциденти з життя Томмі Вайзо, включно з подробицями того, як Джонні приїхав до Сан-Франциско та познайомився з Лізою, а також дружби Марка й Джонні. За словами Грега Сестеро, персонаж Лізи оснований на жінці, якій Вайзо освідчився із діамантовим кільцем вартістю 1500 $, але яка «зрадила йому декілька разів», що вилилося у розірвання їхніх стосунків. Називаючи сценарій «порадою, що попереджає про загрози з боку друзів», Сестеро описав «Кімнату» як «вчення життя про міжлюдські взаємини» від Вайзо, що охоплює зокрема теми довіри, страху та правди.
Далі Сестеро пояснює потурання Лізи схожістю її персонажа на Тома Ріплі. Вайзо отримав глибоку реакцію від перегляду стрічки «Талановитий містер Ріплі», тому можна простежити елементи характеру Ріплі у трьох головних персонажах «Кімнати». Сестеро також зазначив, що персонаж Марк був названий на честь виконавця ролі Ріплі Метта Деймона, чиє ім'я Вайзо недочув. Вайзо також орієнтувався на п'єси Теннессі Вільямса, сцени з яких він полюбляв відігравати в акторській школі через їхнє високе емоційне забарвлення. У багатьох рекламних матеріалах для «Кімнати» простежуються виразні паралелі до робіт Теннессі Вільямса.
У режисурі й акторській грі Вайзо намагався наслідувати Орсона Веллса, Клінта Іствуда та Джеймса Діна, особливо гру останнього у стрічці «Гігант», і навіть дійшов до того, що повністю повторював їхні фрази — репліка «Ти розриваєш мене на частини, Лізо!» походить з подібної репліки Джеймса Діна у фільмі «Бунтар без причини».

### Невідповідності та прогалини в оповіді
Сценарій характеризується численними непоясненими емоційними зрушеннями та зміною особистостей персонажів. Аналізуючи різкі зміни настрою фільму, Грег Сестеро особливо виокремив дві сцени. У першій сцені Джонні заходить на дах, продовжуючи монолог про звинувачення в домашньому насильстві, та, побачивши Марка, одразу веселішає; кількома моментами пізніше, він недоречно сміється через те, що дізнається, що друг Марка був жорстоко побитий. На зніманні Сестеро й асистент зі сценарію Сенді Шклер багаторазово намагалися переконати Вайзо, що репліку не слід подавати комічно, та Вайзо відмовився утриматися від сміху. У другому випадку, що відбувається трохи пізніше, Марк намагається вбити Пітера, скинувши його з даху, після того як Пітер висовує припущення, що у Марка роман з Лізою; та секундами пізніше, Марк відпускає Пітера, вибачається, й обидва продовжують свою попередню розмову, наче нічого й не відбулося.
У додаток до того, що стрічка переповнена прогалинами з погляду нерозривності оповіді, фільм має деякі сюжетні лінії та деталі певних персонажів, несумісності яких коментували критики та глядачі. The Portland Mercury заявив, що деякі «сюжети спочатку представляють, а потім одразу ж забувають». У ранній сцені, під час розмови про організацію вечірки до дня народження Джонні, Клаудетт мимоволі каже Лізі: «Я отримала результати тесту. У мене точно рак молочної залози». Далі, протягом усього фільму ця сюжетна лінія ніколи не згадувалася знову. Подібно до цього, глядачі не дізнаються деталей про обставини боргу Денні наркодилеру за наркотики, або чому їхня суперечка вилилася такою жорстокою.
Окрім того, що Марк є найкращим другом Джонні, його особистість невідома; при знайомстві з глядачами Марк каже, що «дуже зайнятий», сам сидячи у припаркованій автівці посеред дня, причому його діяльність ніколи не пояснюється. У «Горе-творці», Сестеро стверджує, що створив передісторію для свого персонажа, де Марк працював під прикриттям поліції моралі, чим, на його думку, він зміг об'єднати різні аспекти характеру Марка, включно з потайною природою деяких аспектів його поведінки — куріння марихуани, мінливий настрій, випадок із Крісом-Р. Вайзо відхилив будь-які згадки про минуле Марка у сценарії. Розробники відеогри «The Room» пізніше обрали саме цей сюжет для пояснення минулого Марка, що потішило Сестеро.
В одному моменті основні чоловічі персонажі збираються у дворі Джонні, аби пограти у м'яч, будучи одягненими в смокінги. Коли Марк приходить, виявляється, що він поголився, і камера повільно наближає його обличчя, тоді як на фоні грає драматична музика. Нічого, що впливає на сюжет, не відбувається, не говориться протягом цієї сцени; сцена різко закінчується, коли чоловіки вирішують повернутися додому, після того як Пітер спіткається. Вайзо часто розпитували про цю сцену, так що він вирішив відповісти на неї у секції Питання й відповіді DVD-видання «Кімнати»; але замість пояснення сцени Вайзо лише наголосив, що грати в американський футбол без належного екіпірування весело і звабливо. Грега Сестеро запитували про значущість Маркового гоління, та єдиною відповіддю було «якби ви тільки знали». У «Горе-творці» Сестеро описує, що Вайзо наполягав на тому, аби він поголив свою бороду на зйомках, щоб Джонні зміг назвати Марка «Babyface» (Малюк), прізвисько, що його Вайзо вигадав для Сестеро; також для Томмі Вайзо зустріч Джонні з поголеним Марком повинна була стати «моментом». Далі Сестеро детально описує, як сцена футболу в смокінгах була вигадана Вайзо на знімальному майданчику. Вайзо ніколи не пояснював зміст цієї сцени, але наполягав, аби її зняли замість інших важливіших сцен.

## Випуск

### Рекламна кампанія
Фільм був прорекламований одним білбордом у Голлівуді, що розміщувався на Хайленд-авеню на північ від Фонтейн-авеню та зображував фото, яке Вайзо називав «злий чоловік»: дуже великий план його обличчя, причому одне його око наполовину заплющене. Хоча для фільму був створений звичніший постер, на якому зображені обличчя головних героїв, прикрашені мостом Золоті Ворота, Вайзо обрав «злого чоловіка» через його провокаційність; приблизно під час релізу стрічки багато перехожих вважали «Кімнату» фільмом жахів. Вайзо також профінансував невелику рекламну кампанію в пресі та на телебаченні в Лос-Анджелесі та його околицях, із заголовками, що називали «Кімнату» «фільм з пристрастю Теннессі Вільямс». Вайзо найняв рекламного агента Едварда Лоцці, аби той рекламував стрічку після того як Paramount Studios відмовилися дистрибувати її.
Попри касовий провал, Вайзо продовжував сплачувати 5000 $ щомісяця за білборд ще протягом п'яти років. Його дивне зображення та тривале утримання призвело до того, що білборд навіть став своєрідною туристичною пам'яткою. Коли Вайзо запитали, як йому вдалося так довго утримувати рекламу в такому видатному місці, він відповів: «Ну, нам подобається розташування, і нам подобається білборд. Тому ми відчуваємо, що людям слід подивитися „Кімнату“. […] ми продаємо DVD, що добре продаються».

### Відгуки кінокритиків
«Кімната» стартувала 27 червня 2003 року в кінотеатрах Леммлі та Феллбрук у Лос-Анджелесі. Вайзо додатково організував показ для акторів, знімальної групи та преси, орендувавши прожектор перед кінотеатром і прибувши на лімузині. Глядачі отримали безплатну копію саундтрека до фільму на CD. Акторка Робін Періс згадувала сміх глядачів, а репортер Variety Скотт Фаундас, який також був у залі, пізніше напише, що фільм спонукав «більшість глядачів отримати свої гроші назад — ще перед тим як пройшло 30 хвилин». IFC.com описало голос Вайзо у фільмі як «Бората, що намагається справити враження Крістофера Вокена, який грає психічно хворого». The Guardian описало фільм як суміш «Теннессі Вільямс, Еда Вуда та „Застряглого в коморі“ від R. Kelly».
«Кімната» отримала негативні відгуки за акторську гру, сценарій, діалоги, вартість виробництва, саундтрек, режисуру та зйомку. Деякі видавництва називають фільм одним з найгірших фільмів, зроблених будь-коли. На порталі відгуків Rotten Tomatoes стрічка має рейтинг 26 % на основі 27 відгуків критиків, і середній рейтинг 2.9/10. Консенсус критиків звучить так: «Добросовісна класика опівнічного кіно, невдалий шедевр Томмі Вайзо руйнує правила кінематографу з безмежним ентузіазмом, який робить усе таке буденне, як акторську гру, сценарій і знімання абсолютно недоречними. Ви ніколи не побачите американський футбол так, як раніше». На порталі Metacritic, який присвоює відгукам зважений рейтинг, стрічка має оцінку 9 із 100, на основі п'яти відгуків, вказуючи на «приголомшливу антипатію». Попри критику, фільм отримав іронічно-позитивні відгуки від глядачів за його відчутні недоліки; деякі з глядачів навіть називають фільм «кращим гіршим фільмом усіх часів».
2013 року Адам Роузен із The Atlantic написав статтю, озаглавлену «Чи повинні такі славнозвісно жахливі фільми як „Кімната“ вважатися „аутсайдерським мистецтвом“?», у якій він навів аргумент «Ярлик [аутсайдерського мистецтва] традиційно застосовувався до художників і скульпторів… але важко зрозуміти, чому цей термін не може вживатися для Вайзо або якогось іншого спірного й несвідомого режисера».
В інтерв'ю 2017 року для сайту Vox, співавтор «Горе-творця» Том Бісселл пояснив свою думку щодо популярності «Кімнати», а також його власне задоволення від фільму, зазначивши це:
|  | Це схоже на фільм, зроблений прибульцем, який ніколи не дивився кіно, але якого ретельно вчили йому. Не часто побачиш, що робота над фільмом містить усяке креативне рішення, що зроблене негайно та здається неправильним. [...] «Кімната», як на мене, руйнує відмінність між добрим і поганим. Чи я вважаю її гарною стрічкою? Ні. Чи я вважаю її сильним фільмом, що зворушує мене на такому ж рівні, як мистецтво зворушує мене? Безумовно ні! Та я не можу сказати, що вона погана, бо її можна дивитися. Це ж так весело. Вона принесла мені велику радість. Як може щось погане зробити так? Оригінальний текст (англ.) [It is like a movie made by an alien who has never seen a movie, but has had movies thoroughly explained to him. There's not often that a work of film has every creative decision that's made in it on a moment-by-moment basis seemingly be the wrong one. [...] The Room, to me, shatters the distinction between good and bad. Do I think it's a good movie? No. Do I think it's a strong movie that moves me on the level that art usually moves me? Absolutely not. But I can't say it's bad because it's so watchable. It's so fun. It's brought me so much joy. How can something that's bad do those things for me?] Помилка: {{Lang}}: текст вже має курсивний шрифт (допомога) |

### Опівночні кінопокази

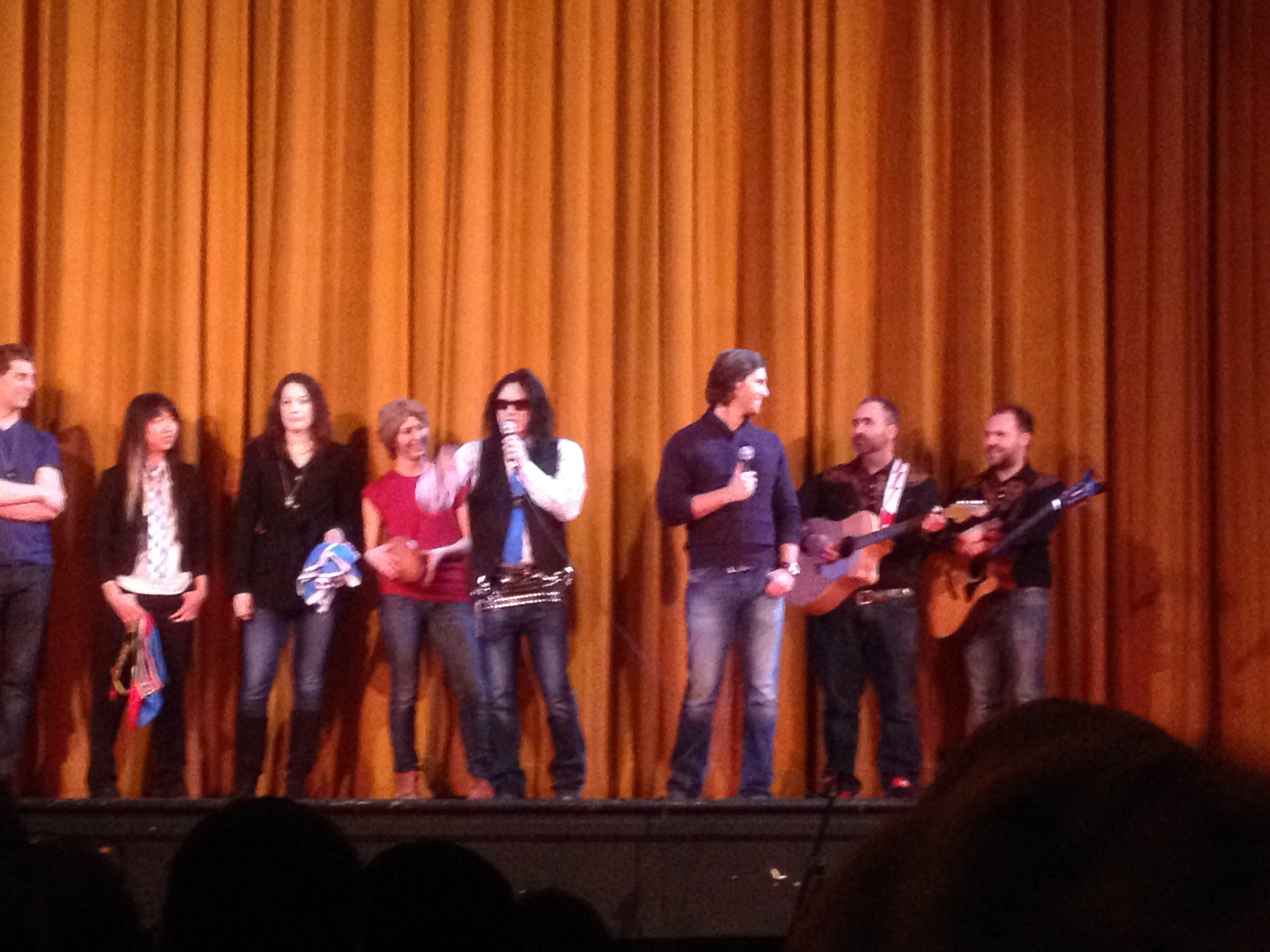
Глядачі запитують Вайзо та Сестеро перед показом «Кімнати»

Наступні два тижні «Кімнату» показували в кінотеатрах Леммлі та Феллбрук, зібравши загалом 1800 $, поки фільм не вилучили з прокату. До кінця його прокату кінотеатр Леммлі тримав дві таблички біля віконця з квитками: на одній було написано «ГРОШІ НЕ ПОВЕРТАЄМО», а інша цитувала ранній відгук до фільму: «Цей фільм — наче тобі прокололи голову». Протягом одного сеансу другого тижня показу, одним з небагатьох глядачів був Майкл Русселе із 5-Second Films, який виявив комічне фільму в його поганих діалогах і виробничому кошторисі. Після того як він назвав сеанс «власним Mystery Science Theater», Русселе почав заохочувати друзів піти з ним на наступні покази фільму, аби поглузувати над фільмом, розпочавши кампанію, яка поширилася методом сарафанного радіо та призвела до того, що на останньому сеансі були присутні близько 100 глядачів. Русселе та його друзі дивилися фільм «чотири рази за три дні», і саме на цих сеансах народилося багато традицій перегляду «Кімнати», наприклад кидання ложок і м'ячів протягом сеансу.
Коли фільм вилучили з прокату, ті, хто були присутні на останньому сеансі, почали слати Вайзо електронні листи, розповідаючи йому, як їм сильно сподобалася стрічка. Заохочений кількістю отриманих листів, Вайзо орендував один сеанс «Кімнати» в червні 2004 року, який пройшов досить успішно, тому Вайзо організував другий сеанс у липні й третій — у серпні. Ці покази послугувалися ще більшим успіхом глядачів; слідом за ним розпочалися щомісячні покази кожної останньої суботи місяця, яка стали розпродаватися та продовжувалися аж до продажу театру 2012 року. Вайзо часто з'являвся на цих показах, періодично спілкуючись із фанатами після сеансів. До 5-ї річниці прем'єри стрічки кожен сеанс в театрі Sunset 5 був розпроданий; опісля Томмі Вайзо та Грег Сестеро провели сесію «Питання й відповіді». 2008 року фільм рушив у тур Range Life, та відтоді поширився в кінотеатрах інших міст. Відомими прихильниками фільму були Пол Радд, Девід Кросс, Вілл Арнетт, Петтон Освальт, Тім Хайдекер, Ерік Вейрхайм, Сет Роген, а також Джеймс і Дейв Франко. Крістен Белл придбала бобіну та проводила приватні вечірки-сеанси; Роб Томас, автор «Вероніки Марс» також посилався на «Кімнату» у «стількох епізодах, скільки можливо». Зрештою фільм набув національного та міжнародного культового статусу, так що Вайзо організовував покази у Сполучених Штатах і Канаді, Скандинавії, Великій Британії, Австралії та Новій Зеландії.
Стрічку регулярно показують у кінотеатрах в усьому світі, часто навіть щомісяця. Прихильники стрічки ставляться до неї, як фанати «Шоу жахів Роккі Хоррора»: глядачі перевдягаються у своїх улюблених персонажів, кидають пластикові ложки, посилаючись на незрозумілу фотографію ложки на столі в кімнаті Джонні, кидають м'ячі один одному на коротку відстань і вигукують образливі коментарі про якість фільму, а також репліки із самого фільму. Вайзо стверджував, що одразу прагнув, аби глядачі сприймали стрічку кумедною, хоча деякі члени акторського складу та самі глядачі вважають загалом фільм неякісною драмою.

### Домашні мультимедіа
«Кімната» була видана на DVD у грудні 2005 та в Blu-ray у грудні 2012.
Додатковий контент на DVD містить інтерв'ю з Вайзо, якого поза екраном запитує Грег Сестеро. Вайзо сидить прямо перед каміном, полиця якого заповнена різними реквізитами зі стрічки; біля нього розташований великий рекламний постер стрічки у рамці. Деякі з відповідей Вайзо продубльовані, хоча очевидно, що титри збігаються з тим, що він каже. Вайзо не може відповісти на низку запитань, натомість пропонуючи non sequitur.
Окрім видалених сцен, що містить версія Blu-ray, існує альтернативна сцена з Крісом-Р, знята у провулку; замість футболу Денні грає в баскетбол і намагається пограти з наркодилером у H-O-R-S-E (різновид гри в баскетбол), аби відвернути його увагу від боргу. Інший контент на Blu-ray — документальний фільм тривалістю понад годину про виробництво «Кімнати» у стилі знімання прихованою камерою. Документальний фільм не має оповіді, містить дуже мало діалогів та лише одне інтерв'ю (з акторкою Керолайн Мінотт), і складається переважно з кадрів знімальної групи перед початком зйомок.
У квітні 2011 року Вайзо оголошував свої наміри видати 3D-версію «Кімнати», відтворену з негативної плівки завширшки 35 мм.
21 вересня 2018 року «Кімната» була завантажена Вайзо на YouTube, але вже наступного дня була вилучена.

## Поза стрічкою

### Книга й екранізація
У червні 2011 року було анонсовано, що Грег Сестеро уклав контракт із видавництвом Simon & Schuster про написання книги за власним досвідом роботи над кінофільмом. Книга під заголовком «Горе-творець» була видана в жовтні 2013 року.
Екранізація «Горе-творця» була анонсована в лютому 2014 року, продюсером став Сет Роген, а Джеймс Франко обійняв режисерське крісло. Франко стверджував, що «Горе-творець» був «поєднанням „Ночей у стилі бугі“ та „Майстра“». Головні ролі: Франко в ролі Вайзо, його молодший брат Дейв Франко в ролі Сестеро; сценарій від сценаристів стрічки «Винні зірки» Скотта Нойштедтера та Майкла Х. Вебера. 15 жовтня 2015 року стало відомо, що Сет Роген також зіграє Сенді Шклера, а оператором-постановником стане Брендон Трост. 29 жовтня 2015 року було зазначено, що Warner Bros. і New Line Cinema дистрибуватимуть «Горе-творця». Знімання почали 7 грудня 2015 року. Прем'єра відбулася 12 березня 2017 року на заході «На південь через південний захід», у широкий прокат у США стрічка вийшла 1 грудня 2017 року.

### Відеогра
У вересні 2010 року власник порталу Newgrounds Том Фалп видав браузерну відеогру в 16-бітному стилі в жанрі аркади, події якої відбуваються від особи Джонні. Художня робота була виконана Джеффом «JohnnyUtah» Банделіном, музика була переписана аніматором Крісом О'Нілом з оригінального саундтреку Младена Мілічевіча.

### Живі вистави
10 червня 2010 року театр і культурний центр AFI Silver презентував живу виставу на основі оригінального сценарію. Вайзо грав роль Джонні, до нього приєднався Грег Сестеро, що зіграв роль Марка.
2011 року Вайзо оголосив свій план бродвейської адаптації стрічки, у якій він би з'явився лише на прем'єрі: «Це буде схоже на те, що ви бачили у фільмі, тільки це буде мюзиклом. Також ви побачите… як, наприклад, у нас може бути, можливо, десять одночасно співочих Джонні, або гравців у футбол. Так, це рішення має бути прийнято саме тоді, коли ми саме робитимемо хореографію, тому що я робитиму хореографію, також я буду в ньому лише один раз, так, у ролі Джонні». Він знову згадував свої плани в інтерв'ю 2016 року, описуючи свою ідею як «обрізану комедію в жанрі мюзиклу».

### Інтернет-серіали
21 жовтня 2014 року акторка Робін Періс, що знімалася в «Кімнаті», розпочала кампанію на Kickstarter, аби зібрати бюджет на свій комедійний мок'юментарі-серіал «Актори „Кімнати“: Де вони зараз? Мок'юментарі». Кампанія зібрала 31556 $ від 385 прихильників. Хоча деякі з акторів з'явилися в серіалі, Вайзо, Сестеро та Холмс не взяли участі. Серіал стартував 30 вересня 2016 року на 24-му фестивалі кіно Рейнденс і 30 листопада 2017 року на порталі Funny or Die.

### Мюзикл
Сатиричний фанатський мюзикл під назвою «OH HAI!: The Rise of Chris-R», написаний Тоні Орозко та Пітером фон Шоллі, був виданий на Soundcloud 27 липня 2017 року. Робота базується на передісторії стрічки, частково на персонажі Денні.

## У масовій культурі
Комедійне шоу Tim and Eric Awesome Show, Great Job! на телеканалі Adult Swim зобразило Вайзо в четвертому сезоні в епізоді «Томмі» від 9 березня 2009 року. У Томмі, що найнятий «гостьовим режисером», а також у інших провідних акторів «Кімнати» беруть інтерв'ю у вигляді мок'юментарі протягом виробництва несправжньої стрічки «Людина-свиня». У серії показані дві сцени з «Кімнати». Adult Swim демонстрував стрічку тричі в період з 2009 по 2011 рік як частину своєї програми до Дня сміху. 2012 року телеканал показав вступні 20 секунд фільму перед початком трансляції Toonami на решту ночі.
18 червня 2009 року вийшли аудіокоментарі RiffTrax для «Кімнати», включно з коментарями Майкла Джея Нельсона, Білла Корбетта та Кевіна Мерфі, що до цього грали в Mystery Science Theater. Згодом, 6 травня 2015 року, RiffTrax організувало шоу живого театру, яке показали в 700 театрах США й Канади. Шоу було показано знов 28 січня 2016 року у складі найкращих живих вистав RiffTrax Live.
У своєму DVD 2009 року My Weakness Is Strong, комедіант Паттон Освальт спародіював «Кімнату» у вигляді телемагазину. Пародія також містить камео Джона Хемма.
2010 року над стрічкою поглузували в комедійному інтернет-серіалі Nostalgia Critic, де були підкреслені її погана акторська гра та робота над сценарієм; попри це, шоу закликало подивитися стрічку: «Це насправді один з тих фільмів, який слід подивитися, аби повірити». Епізод був вилучений через порушення авторського права на вимогу Wiseau-Films. Його замінили коротким відео із заголовком «Томмі Вай-шоу», у якому ведучий Даг Вокер, перевдягнений у Вайзо, знущався із загрожуваних судових позовів. Згодом рецензія була відновлена. І Грег Сестеро, і Джуліетт Деніелл похвалили огляд, а пізніше Сестеро з'явився у вигляді камео в епізоді «Dawn of the Commercials», відіграючи роль Марка. Вайзо і Сестеро з'являлися у різних епізодах ток-шоу Вокера Shut Up and Talk.
У пілотній серії ситкому Вайзо «Сусіди» 2014 року, персонаж Трой в одній сцені переглядає «Кімнату».
2015 року Сестеро знімався у фільмі Dude Bro Party Massacre III від 5-Second Films, зрежисованому Мішелем Русселе — одним з основоположників культу «Кімнати».
У неділю, 5 липня 2015 року, колонка порад «Спитай в Емі», що її редакторкою є Емі Дікінсон, випадково містила лист-містифікацію, у якому ситуаційний конфлікт походив на сюжет «Кімнати», та навіть зберіг деякі фрази зі стрічки вже після редагування перед друком; Дікінсон надіслала цього листа в наступний випуск комедійного шоу-вікторини Wait Wait… Don't Tell Me! від 11 липня, у якому вона з'явилася як звичайний учасник дискусії. Емі Дікінсон також згадала цей лист у випуску від 20 липня 2015 року.
1400-й епізод онлайн-комікса xkcd, оприлюднений 28 липня 2014, показує сатиричну подібність між Вайзо та невідомим злочинцем Д. Б. Купером, порівнюючи обох за статками, віком, манерою мови та минулим.